# أوديه (كيبك)
أوديه (بالإنجليزية: Audet, Quebec) هي بلدية محلية في كيبيك تقع في كندا في Le Granit Regional County Municipality. يقدر عدد سكانها بـ 724 نسمة ومساحتها 134.00 كم2 .